# پیروا هیرکا
پیروا هیرکا (به اسپانیایی: Pirwa Hirka) یک کوه در پرو است که در پرو واقع شده‌است. پیروا هیرکا ۴٬۸۰۰ متر بالاتر از سطح دریا واقع شده‌است.